# Ledro (Italia)
Ledro es una localidad y comune italiana de la provincia de Trento, región de Trentino-Alto Adigio, con 5.300 habitantes.
La comuna nació gracias al referéndum popular del 30 de noviembre de 2008 de los electores de las comunas de Pieve di Ledro, Bezzecca, Concei, Molina di Ledro, Tiarno di Sopra y Tiarno di Sotto, que optaron por unir las comunas del valle de Ledro.
Ledro es oficialmente comuna desde el 13 de marzo de 2009.